# امپریال کالج لندن
کالج سلطنتی لندن یا امپریال کالج لندن (به انگلیسی: Imperial College London) یک دانشگاه تحقیقاتی دولتی در لندن پایتخت بریتانیا است که در سال ۱۹۰۷ میلادی بنیان‌گذاری شده‌است.
این دانشگاه در کنزینگتون جنوبی واقع در مرکز لندن قرار دارد که ورودی اصلی دانشگاه در خیابان نمایشگاه اکسیبیشن رود می‌باشد.

## رتبه‌بندی
این دانشگاه بر اساس رتبه‌بندی کیواس، در رتبه‌ دوم‌ دانشگاه های برتر جهان است.

## نگارخانه

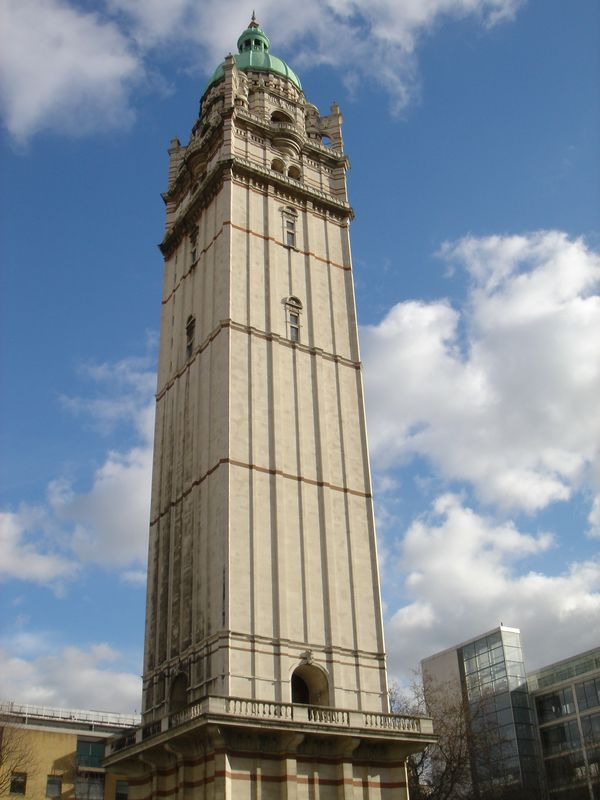
برج کویینز در کالج سلطنتی